# 普拉托多特维尔
普拉托多特维尔（法語：Plateau d'Hauteville，法語發音：[plato dotvil]）是法国安省的一个市镇，属于贝莱区。该市镇于2019年由原市镇比热地区科尔马朗什、欧特维尔-洛讷、奥斯蒂亚和泰济略合并而成，行政中心位于欧特维尔-洛讷。

## 地名
“普拉托多特维尔”（Plateau d'Hauteville）一名在法语中意为“欧特维尔之高原”，得名于同名高原。

## 地理
普拉托多特维尔（45°58'45"N, 5°36'19"E）面积106.11 平方千米，位于法国奥弗涅-罗讷-阿尔卑斯大区安省，该省份为法国东部省份，北起汝拉省，西北接索恩-卢瓦尔省，西接罗讷省和里昂大都会，南至伊泽尔省，东与萨瓦省、上萨瓦省和瑞士接壤。
与普拉托多特维尔接壤的市镇（或旧市镇、城区）包括：沙莱、特奈、拉比尔邦什、普雷米略、阿尔米、大维里约、塞朗河畔瓦尔罗梅、尚多尔-科尔塞勒、阿朗、埃沃日、上瓦尔罗梅。
普拉托多特维尔的时区为UTC+01:00、UTC+02:00（夏令时）。

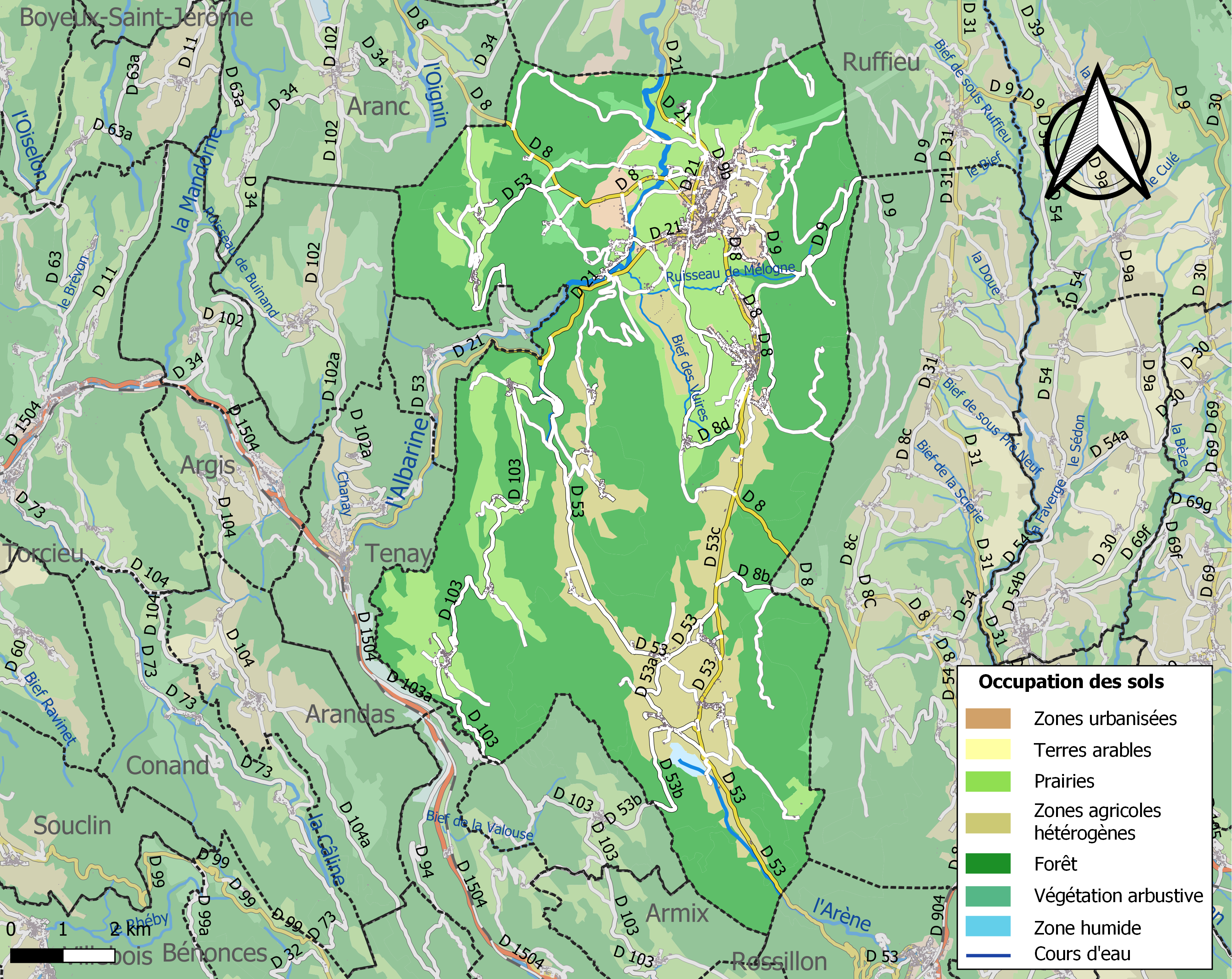
普拉托多特维尔的OSM定位图

## 行政
普拉托多特维尔的邮政编码为01110，INSEE市镇编码为01185。

## 政治
普拉托多特维尔所属的省级选区为普拉托多特维尔县，同时也是该县的中央投票站所在地。

## 人口
普拉托多特维尔于2022年1月1日时的人口数量为4790人。